# Gavakša
V indijski arhitekturi sta izraza gavakša ali čandrašala (kudu v tamilščini, tudi nāsī), ki se najpogosteje uporabljata za opis motiva s središčem okroglega, krožnega ali podkvastega loka, ki krasi številne primere indijske v skalo vklesane arhitekture in pozneje indijskih strukturnih templjev in drugih stavb. V prvotni obliki je lok oblikovan kot prečni prerez banjastega oboka. Imenuje se lok čaitja, kadar se uporablja na fasadi dvorane čaitja, okoli enega samega velikega okna. V kasnejših oblikah se razvije precej dlje od tega tipa in postane zelo prilagodljiva enota, »najpogostejši motiv hindujske tempeljske arhitekture«. Gavākṣha (ali gavakša) je sanskrtska beseda, ki pomeni 'bikovo ali kravje oko'. V hindujskih templjih je njihova vloga predvidena kot simbolično izžarevanje svetlobe in sijaja osrednje ikone v njenem svetišču. Druga možnost je, da je opisana kot okno, skozi katerega božanstvo gleda v svet.
Tako kot celotna klasična čaitja je tudi oblika nastala v obliki lesenih slamnatih streh stavb, od katerih se nobena ni ohranila; najzgodnejša različica, ki posnema takšne strehe v kamnu, je na vhodu v nebudistično jamo Lomas Riši, eno od umetnih jam Barabar v Biharju.
Lok čaitja okoli velikega okna nad vhodom se pogosto pojavlja kot majhen motiv v dekoraciji, razvite različice pa se nadaljujejo v hindujski dekoraciji, dolgo potem, ko so dejanske čaitje prenehali graditi. V teh primerih lahko postane izdelan okvir podoben kartuši, ki se širi precej široko, okoli krožnega ali polkrožnega medaljona, ki lahko vsebuje skulpturo figure ali glave. Zgodnja faza je prikazana na vhodu v jamo 9 v jamah Adžanta, kjer se okenski okvir loka čaitja večkrat ponovi kot okrasni motiv. Tukaj in na številnih podobnih zgodnjih primerih notranjost loka v motivu vsebuje nizko reliefno mrežo, ki posnema umaknjene strešne rešetke (grebene).

## Prva stopnja
Obokana zatrepna oblika, ki jo vidimo v jami Lomas Riši in na drugih mestih, je značilnost tako svetih kot posvetnih stavb, predstavljenih na reliefih iz zgodnjih budističnih krajev v Indiji, in se je očitno pogosto uporabljala za strehe iz rastlinskih materialov v starodavni indijski arhitekturi. Preproste različice podobnih struktur še danes uporabljajo ljudje Toda iz hribovja Nilgiri.
V skalo vrezana jama Lomas Riši je bila izkopana med vladavino Ašoke v imperiju Maurja v 3. stoletju pred našim štetjem za Adživike, nebudistično versko in filozofsko skupino tistega obdobja. V pasu pod lokom je reliefna mreža, ki domnevno predstavlja strop slamnate strehe. Pod tem je ukrivljen relief črte slonov. Vhod vodi v stranski del dvorane, tako da za razliko od večine poznejših primerov okenskih okvirjev lok nima velikega odnosa do prostora, v katerega vodi. Neposredno sosednja jama v isti skalni steni ima na vhodu navadno neokrašeno vdolbino, ki je prvotno morda vsebovala verando podobne zasnove iz rastlinskega materiala.
Zgodnje dvorane čaitja, vklesane v skalo, uporabljajo isto obliko ogee za glavno okno, ki je potrebno za osvetlitev notranjosti, pogosto pa imajo tudi majhne reliefne okenske motive kot dekoracijo. Pri teh ima notranja stran loka vrsto kvadratnih izrastkov, ki predstavljajo tramove, znotraj tega pa ukrivljeno mrežo v nizkem reliefu, ki predstavlja umikajoče se strešne lese v notranjosti namišljene stavbe. Na dnu majhno območje, bolj ali manj polkrožno, predstavlja oddaljeno steno stavbe in je lahko ravno (npr. jame Bhadža nad stranskimi galerijami), kaže drugačen mrežasti vzorec (npr. glavni sprednji del jame Bhadža), jama Pandavleni, jama 18, zgoraj) ali okrasni motiv (npr. jama 9, Adžanta, jama Pandavleni jama 18, nad vrati). Območja okoli teh motivov oken ali zatrepov imajo pogosto pasove rešetke, ki očitno predstavljajo rešetkaste ograje, podobne tistim, prikazanim ob robovih balkonov in lož utrdbe-palače na reliefu Kusinagara v vojni za Budove relikvije, Južna vrata, Stupa št. 1, Sanči. To še posebej velja za jame Bedse, v zgodnjem primeru tega, kar je James Fergusson opazil v 19. stoletju: »Povsod ... v Indiji je arhitekturna dekoracija sestavljena iz majhnih modelov velikih stavb.«
Pri vhodu v jamo 19 v Adžanti štiri vodoravne cone okrasja uporabljajo ponavljajoče se motive čaitja loka na sicer preprostem pasu (dve na štrleči verandi in dve zgoraj). V vsakem loku je glava. Zgodnji primeri vključujejo jame Ellora 10, jame Adžanta 9 in 19 ter jamski tempelj Varaha v Mamalapuramu.
- Domnevna rekonstrukcija glavnih vrat Kusinagare okrog 500 pr. n. št., prilagojena temu reliefu v Sančiju.
- Notranjost dvorane čaitja, vklesane v skalo, jame Bhadža, rebra v lesu
- Motiv čaitja loka v vihari v jamah Bedse
- Stranska stena znotraj čaitje v jamah Bedse
- Razvoj čaitja loka iz jame Lomas Riši iz knjige Percyja Browna.
- Prizor na ograji Bodh Gaja (replika), ki predstavlja stavbo
- Zunanjost dvorane čaitja, jama 9, jame Adžanta, 1. stoletje pred našim štetjem. Okenski okvir čaitja loka se večkrat ponovi kot okrasni motiv.
- Motiv čaitja loka v vihari v Adžanti
- Vhod v jamo 19, jame Adžanta, pozno 5. stoletje, tudi s štirimi conami z motivom čaitja loka
- Moderna koča ljudstva Toda

## Kasnejši razvoj
Okoli leta 650, v času zadnje v skalo vklesane dvorane čaitja, jame 10 v Ellori, se je okno na fasadi precej razvilo. Glavno okno je manjše in zdaj nima nobene povezave s streho v notranjosti (ki ima še vedno tradicionalna rebra). Ima samo dve od tradicionalnih izboklin, ki posnemajo zaključke tramov, in širok okrasni okvir, ki se razteza čez nekajkratno širino dejanske okenske odprtine. Dvoja vrat ob straneh imajo pedimente z 'razcepljenimi in naloženimi' slepimi gavakšami, tudi s širokimi okvirji. To naj bi bil slog gavakše, ki je bil že široko sprejet za okrasitev hindujskih in džainističnih templjev in je viden v poenostavljeni obliki v budističnem templju Mahabodhi v Bodh Gaja in hindujskem templju Dašavatara v Deogarhu.
Tudi v 7. stoletju se je razvila sukanasa. To je zelo velik razvit motiv gavakše, pritrjen na zunanji strani tempeljskega stolpa nad njegovim vhodom, ki običajno stoji navpično, čeprav se stolp nagiba navznoter.
Do konca 7. stoletja in morda že prej so lahko celotne ploskve velikih stolpov šikara ali drugih površin prevzele mreže prepletenih motivov gavakša, ki se pogosto imenujejo 'mreža gavakša' ali satovje. Zgodnji primeri vključujejo budistični stolp šikara v templju Mahabodhi, Bodh Gaja, kjer motivi pokrivajo večino površine, vendar se dejansko ne prepletajo. To je najpozneje iz 6. stoletja, vendar morda obnavlja zasnovo že iz 2. ali 3. stoletja. Jama 15 v Ellori, dokončana do leta 730, če ne prej, in morda začeta kot budistično izkopavanje, je morda eden najzgodnejših primerov polnega sloga. Motiv se je razširil v južno Indijo, na primer v templje 7. in 8. stoletja v Patadakalu v Karnataki.
Tempelj Gop v Gudžaratu, verjetno iz 6. stoletja, je največji in najboljši v skupini zgodnjih templjev v posebnem lokalnem slogu. Današnja gola grajska podoba osrednjega kvadratnega stolpa verjetno ne odraža prvotne zasnove, saj manjkajo zgornji deli zgradbe okoli njega. Nad ravnimi stenami nagnjen vrh vključuje tri velike gavakše na vsaki ploskvi, dve spodaj in eno zgoraj, ki so nenavadne, ker so dejansko odprte, namesto v plitkem reliefu, kot skoraj vse kasnejše gavakše. Prvotno so za njimi stali kipi, od katerih je danes ostalo zelo malo.
Gavakše so vidne v nekaterih templjih skupine iz 8. stoletja na planoti Dieng v osrednji Javi, med najzgodnejšimi monumentalnimi hindujskimi templji v moderni Indoneziji.

## Nāsīs z juga
Adam Hardy razlikuje med gavakšo, ki jo v veliki meri omejuje na arhitekturo Nagara na severu, in njenim sorodnikom v dravidski arhitekturi na jugu, nāsī (kudu v tamilščini). Dopušča zgodnje obdobje 'postopne diferenciacije', ko se nāsī razvije iz gavakše, prve, ki se pojavi. Pri podrobni analizi delov motiva opozarja na več oblikovnih razlik. Med drugimi značilnostmi nāsīja je motiv brez okvirja na dnu, notranjost okna je pogosto prazna (morda prvotno poslikana), na vrhu motiva pa je pogosto glava kirtimukha. Na splošno je oblika manj linearna in močneje ornamentirana.
- Severna streha templja Gop Surja, Gudžarat, c. konec 6. / začetek 7. stoletja
- Dva motiva loka čaitja drug na drugem. Hindujski tempelj, Osian, Džodhpur, 8. stoletje.
- Gavakša v Nalandi
- Sukanasa s Šiva Nataradža in majhnimi motivi gavakša, tempelj Džambulingešvara, Patadakal, 7.-8. stoletje.[16]
- Okrasje templja Kasivisvanatha iz 9. stoletja v Patadakalu vključuje gavakše v več oblikah
- Izdelane gavakše v džainistični jami 32 iz zgodnjega 9. stoletja v Ellori
- "Satje" gavakš na šikari templja Vamana, Khadžuraho, 1050-75
- Tempelj Candi Bima, templji Dieng, Java, 8. stoletje
- Bhima Rata (pet rat), Mahabalipuram